# Tephrosia arenicola
Tephrosia arenicola är en ärtväxtart som beskrevs av Maconochie. Tephrosia arenicola ingår i släktet Tephrosia och familjen ärtväxter. Inga underarter finns listade i Catalogue of Life.